# Північний форт (Севастополь)
Північний форт — захисне укріплення у Севастополі, пам'ятка архітектури ХІХ століття. Останній раз використовувався у німецько-радянському збройному конфлікті Другої Світової війни, під час Оборони Севастополя . Знаходиться на сучасній вулиці Челюскінців на Північній стороні міста.

## Історія
Будівництво укріплення тривало з 1807 по 1811 рік під керівництвом інженера генерал-майора Роберта Гартінга, мало на меті створення контролю підходу до центральної бухти Севастополя. За своєю будовою — унікальне для Севастополя, поставлене у формі восьмикутної зірки, довжина якої з північного сходу на південний захід склала 530 метрів, а з північного заходу на південний схід 500 метрів. На чотирьох кутах збудовані бастіони.
По периметру укріплення оточено ровами шириною більше п'яти метрів та глибиною близько чотирьох метрів, на яких складено блоки з каміння та вапняку, накладеного один на одного насухо. Після самого будівництва форт потерпав зміни та був декілька разів на реконструкції, але сама форма незмінна, також побудовано і підземелля для зберігання боєприпасів та продовольства.
Перше випробування Північного форту відносять до 1854 року, у часи Кримської війни. Згідно тактики англійських та французьких військ, найвигідніше застосувати штурм саме з позиції Північного форту, проте жодного пострілу не зроблено. Відомо, що у той час укріплення у поганому стані. Гарнізон форту становив до 11 тисяч осіб, які укріпленні приблизно півсотнями гармат, більшість яких малого калібру. Англійські та французькі війська не наважились на наступ і спробували обійти Північне укріплення. Під час маневрування захисники Північного форту використали час для зміцнення рубежів.
У радянський період це місце дислокації інженерної частини. Під час Оборони Севастополя  19 червня 1942 року німецькі війська пішли у наступ до головної бухти. Три дні відбувалась оборона Північного укріплення. Захисники Північного форту покінчили з собою з 21 по 22 червня 1942 року.
У сучасному стані Північний форт являє собою фортифікаційну пам'ятку Криму та міста Севастополь.